# MTV Video Music Awards/Best Collaboration
Die MTV Video Music Awards for Best Collaboration wurden erstmals 2007 unter dem Titel  Most Earthshattering Collaboration verliehen, als MTV sich ein neues Verleihformat mit neuen Kategorien aneignete. Sie richtete sich an zwei Künstler, die entweder kollaborieren, also quasi als Duett oder als gleichberechtigte Partner, oder an Featurings. Als MTV das alte Kategoriensystem zurückbrachte, wurde der Award zwei Jahre nicht verliehen. 2010 wurde er unter dem Titel Best Collaboration wieder eingeführt.
Am häufigsten gewann Beyoncé, die den Award bislang drei Mal gewann.

## Übersicht
| Award                              | Jahr | Preisträger                                    | Song                                             | Nominierungen |
| ---------------------------------- | ---- | ---------------------------------------------- | ------------------------------------------------ | --- |
| Most Earthshattering Collaboration |      |                                                |                                                  | |
| 1.                                 | 2007 | Beyoncé featuring Shakira                      | Beautiful Liar                                   | - Akon featuring Eminem – Smack That - Justin Timberlake featuring Timbaland – SexyBack - Gwen Stefani featuring Akon – The Sweet Escape - U2 featuring Green Day – The Saints Are Coming |
| Best Collaboration                 |      |                                                |                                                  | |
| 2.                                 | 2010 | Lady Gaga (featuring Beyoncé)                  | Telephone                                        | - 3OH!3 (featuring Kesha) – My First Kiss - Beyoncé (featuring Lady Gaga) – Video Phone (Extended Remix) - B.o.B (featuring Hayley Williams) – Airplanes - Jay-Z and Alicia Keys – Empire State of Mind                                                                                               |
| 3.                                 | 2011 | Katy Perry (featuring Kanye West)              | E.T.                                             | - Chris Brown (featuring Lil Wayne und Busta Rhymes) – Look at Me Now - Nicki Minaj (featuring Drake) – Moment 4 Life - Pitbull (featuring Ne-Yo, Nayer und Afrojack) – Give Me Everything - Kanye West (featuring Rihanna und Kid Cudi) – All of the Lights                                          |
| 4.                                 | 2013 | Pink (featuring Nate Ruess)                    | Just Give Me a Reason                            | - Calvin Harris (featuring Ellie Goulding) – I Need Your Love - Pitbull (featuring Christina Aguilera) – Feel This Moment - Robin Thicke (featuring T.I. und Pharrell) – Blurred Lines - Justin Timberlake (featuring Jay-Z) – Suit & Tie                                                             |
| 5.                                 | 2014 | Beyoncé (featuring Jay-Z)                      | Drunk in Love                                    | - Chris Brown (featuring Lil Wayne und Tyga) – Loyal - Eminem (featuring Rihanna) – The Monster - Ariana Grande (featuring Iggy Azalea) – Problem - Katy Perry (featuring Juicy J) – Dark Horse - Pitbull (featuring Kesha) – Timber                                                                  |
| 6.                                 | 2015 | Taylor Swift (featuring Kendrick Lamar)        | Bad Blood                                        | - Ariana Grande & The Weeknd – Love Me Harder - Jessie J, Ariana Grande & Nicki Minaj – Bang Bang - Mark Ronson (featuring Bruno Mars) – Uptown Funk - Wiz Khalifa (featuring Charlie Puth) – See You Again                                                                                           |
| 7.                                 | 2016 | Fifth Harmony (feat. Ty Dolla Sign)            | Work from Home                                   | - Beyoncé (feat. Kendrick Lamar) – Freedom - Ariana Grande (feat. Lil Wayne) – Let Me Love You - Calvin Harris (feat. Rihanna) – This Is What You Came For - Rihanna (feat. Drake) – Work |
| 8.                                 | 2017 | Zayn & Taylor Swift                            | I Don’t Wanna Live Forever (Fifty Shades Darker) | - Calvin Harris featuring Pharrell Williams, Katy Perry & Big Sean – Feels - Charlie Puth featuring Selena Gomez – We Don’t Talk Anymore - D.R.A.M. featuring Lil Yachty – Broccoli - DJ Khaled featuring Rihanna & Bryson Tiller – Wild Thoughts - The Chainsmokers featuring Halsey – Closer        |
| 9.                                 | 2018 | Jennifer Lopez (featuring DJ Khaled & Cardi B) | Dinero                                           | - The Carters – Apeshit - Logic (featuring Alessia Cara & Khalid) – 1-800-273-8255 - Bruno Mars (featuring Cardi B) – Finesse (Remix) - N.E.R.D & Rihanna – Lemon - Bebe Rexha (featuring Florida Georgia Line) – Meant to Be                                                                         |
| 10.                                | 2019 | Shawn Mendes and Camila Cabello                | Señorita                                         | - BTS (feat. Halsey) – Boy with Luv - Lady Gaga and Bradley Cooper – Shallow - Lil Nas X (feat. Billy Ray Cyrus) – Old Town Road (Remix) - Ed Sheeran and Justin Bieber – I Don't Care - Taylor Swift (feat. Brendon Urie of Panic! at the Disco) – Me!                                               |
| 11.                                | 2020 | Lady Gaga with Ariana Grande                   | Rain on Me                                       | - Black Eyed Peas (featuring J Balvin) – Ritmo (Bad Boys for Life) - Future (featuring Drake) – Life Is Good - Ariana Grande and Justin Bieber – Stuck with U - Karol G and Nicki Minaj – Tusa - Ed Sheeran (featuring Khalid) – Beautiful People                                                     |
| 12.                                | 2021 | Doja Cat (featuring SZA)                       | Kiss Me More                                     | - 24kGoldn (featuring Iann Dior) – Mood - Cardi B (featuring Megan Thee Stallion) – WAP - Drake (featuring Lil Durk) – Laugh Now Cry Later - Justin Bieber (featuring Daniel Caesar and Giveon) – Peaches - Miley Cyrus (featuring Dua Lipa) – Prisoner                                               |
| 13.                                | 2022 | Lil Nas X and Jack Harlow                      | Industry Baby                                    | - Drake (featuring Future and Young Thug) – Way 2 Sexy - Elton John and Dua Lipa – Cold Heart (Pnau remix) - Megan Thee Stallion and Dua Lipa – Sweetest Pie - Post Malone and The Weeknd – One Right Now - Rosalía (featuring The Weeknd) – La Fama - The Kid Laroi and Justin Bieber – Stay         |
| 14.                                | 2023 | Karol G and Shakira                            | TQG                                              | - David Guetta and Bebe Rexha – I'm Good (Blue) - Post Malone and Doja Cat – I Like You (A Happier Song) - Diddy (featuring Bryson Tiller, Ashanti and Yung Miami) – Gotta Move On - Metro Boomin (featuring the Weeknd, 21 Savage, and Diddy) – Creepin' (Remix) - Rema and Selena Gomez – Calm Down |